# Desa Prapag Kidul (administrativ by i Indonesien, lat -7,67, long 109,83)
Desa Prapag Kidul är en administrativ by i Indonesien.   Den ligger i provinsen Jawa Tengah, i den västra delen av landet, 400 km öster om huvudstaden Jakarta.